# Samuel Gerlach
Samuel Gerlach (ur. ok. 1798, zm. 6 września 1839) – polski przedsiębiorca o niemieckim pochodzeniu, założyciel przedsiębiorstwa, znanego dziś pod nazwą Gerlach S. A.

## Życiorys
Jego rodzice nazywali się Jerzy Samuel oraz Katarzyna z domu Druszczyńskich (po pierwszym mężu nosiła nazwisko Auer). Prawdopodobnie Samuel Gerlach był z pochodzenia Niemcem z Wittenbergii, jednak nie jest to pewne. Jego akt urodzenia oraz chrztu zaginął. 
13 lutego 1827 w Warszawie wziął ślub z Marią Kościelską (1808-1855), córką Jana i Anny (z domu Jastrzębska). Miał z nią siódemkę dzieci:
- Emilię (1830-1855);
- Józefa (1834-1873);
- Sylwina (1836-1902);
- Franciszka Samuela (ur. 1838);
- Seweryna (ur. 1839);
- Mariannę Annę (1840-1895).

Uczył się, a potem pracował w zawodzie nożownika w wielu miastach, m.in. w Berlinie i w Wiedniu. W 1823 założył w Warszawie na ul. Podwale warsztat nożowniczy, zatrudniając dziesięć osób. W roku startu przedsiębiorstwa zaprezentował na jednej z wystaw narzędzia, które zostały odznaczone złotym medalem II klasy. Dwa lata później przeniósł swoją działalność do budynku, który pozostał po kościele Św. Bentona przy ul. Pieszej. Otrzymał go w bezpłatną dzierżawę na okres 6 lat, o ile spełni stawiane przed nim wymagania, w tym m.in. sprowadzenie zagranicznych fachowców. 
We współpracy z lekarzami wdrażał nowoczesne narzędzia chirurgiczne do operacji oczu. Jeden z kompletów podarował Carowi Mikołajowi I. 
Zmarł w Warszawie 6 września 1839.